# Android Studio
Android Studio es el entorno de desarrollo integrado oficial para la plataforma Android. Fue anunciado el 16 de mayo de 2013 en la conferencia Google I/O, y reemplazó a Eclipse como el IDE oficial para el desarrollo de aplicaciones para Android. La primera versión estable fue publicada en diciembre de 2014.
Está basado en el software IntelliJ IDEA Community Edition de JetBrains y ha sido publicado de forma gratuita a través de la Licencia Apache 2.0. Está disponible para las plataformas GNU/Linux, Microsoft Windows y macOS. Ha sido diseñado específicamente para el desarrollo de Android.
Estuvo en etapa de vista previa de acceso temprano a partir de la versión 0.1, en mayo de 2013, y luego entró en etapa beta a partir de la versión 0.8, lanzada en junio de 2014. La primera compilación estable, la versión 1.0, fue lanzada en diciembre de 2014.
Desde el 7 de mayo de 2019, Kotlin es el lenguaje preferido de Google para el desarrollo de aplicaciones de Android. Aun así, Android Studio admite otros lenguajes de programación, como Java y C ++.

## Características
Se espera que se desarrollen nuevas funciones con cada versión de Android Studio. Las siguientes características se proporcionan en la versión estable actual:
- Soporte para construcción basada en Gradle.
- Refactorización específica de Android y arreglos rápidos.
- Herramientas Lint para detectar problemas de rendimiento, usabilidad, compatibilidad de versiones y otros problemas.
- Integración de ProGuard y funciones de firma de aplicaciones.
- Plantillas para crear diseños comunes de Android y otros componentes.
- Un editor de diseño enriquecido que permite a los usuarios arrastrar y soltar componentes de la interfaz de usuario.[6]
- Soporte para programar aplicaciones para Android Wear.
- Soporte integrado para Google Cloud Platform, que permite la integración con Firebase Cloud Messaging (antes 'Google Cloud Messaging') y Google App Engine.[7]
- Un dispositivo virtual de Android que se utiliza para ejecutar y probar aplicaciones.
- Renderizado en tiempo real.
- Consola de desarrollador: consejos de optimización, ayuda para la traducción, estadísticas de uso.

Android Studio admite los mismos lenguajes de programación de    IntelliJ (y CLion), como Java, C++ y más con extensiones, como Go; y Android Studio 3.0 o posterior es compatible con Kotlin y "todas las características de lenguaje Java 7 y un subconjunto de características de lenguaje Java 8 que varían según la versión de la plataforma". Los proyectos externos soportan algunas características de Java 9. Si bien IntelliJ en el que se basa Android Studio admite todas las versiones de Java lanzadas, y Java 12, no está claro en qué nivel Android Studio admite versiones de Java hasta Java 12 (la documentación menciona el soporte parcial de Java 8). Al menos algunas características nuevas del lenguaje hasta Java 12 se pueden usar en Android.

## Plataformas
Android Studio está disponible para Windows 2003, Vista, 7, 8, y 10, tanto plataformas de 32 como de 64 bits, GNU/Linux, Linux con GNOME o KDE y 2 GB de memoria RAM mínimo y macOS, desde 10.8.5 en adelante.

### Requisitos del sistema
Los requisitos del sistema para las tres plataformas son:

#### Versión 3.x
|                           | Windows | OS X/macOS | Linux |
| ------------------------- | --- | --- | --- |
| OS version                | Windows 10/8/7 (32- o 64-bit) | Mac OS X 10.10 (Yosemite) o superior, hasta 10.13 ( macOS High Sierra)                                                                     | GNOME o KDE desktop |
| RAM                       | 4 GB RAM mínimo, 8 GB RAM recomendado más 1GB adicional para el emulador de Android                                                        | 4 GB RAM mínimo, 8 GB RAM recomendado más 1GB adicional para el emulador de Android                                                        | 4 GB RAM mínimo, 8 GB RAM recomendado más 1GB adicional para el emulador de Android                                                        |
| Espacio de almacenamiento | 2 GB para Android Studio, 4 GB recomendados (500 MB para IDE y al menos 1.5 GB para Android SDK, imágenes de sistema de emulador y cachés) | 2 GB para Android Studio, 4 GB recomendados (500 MB para IDE y al menos 1.5 GB para Android SDK, imágenes de sistema de emulador y cachés) | 2 GB para Android Studio, 4 GB recomendados (500 MB para IDE y al menos 1.5 GB para Android SDK, imágenes de sistema de emulador y cachés) |
| Java version              | Java Development Kit (JDK) 8 | Java Development Kit (JDK) 8 | Java Development Kit (JDK) 8 |
| Resolución de pantalla    | 1280x800 mínimo, 1440x900 recomendado | 1280x800 mínimo, 1440x900 recomendado | 1280x800 mínimo, 1440x900 recomendado |

Nota: para tener una buena fluidez, se recomienda instalarlo en una unidad de estado sólido (SSD). Además para evitar ciertos problemas de compatibilidad que llega a reportarse con fabricantes de procesadores distintos a Intel, se recomienda al menos un procesador Intel i5 Quad Core. Opcionalmente, se puede optar por una tarjeta gráfica de 2 GB Nvidia 1050.

#### Versión 2.x
|                           | Windows                                                                                                | OS X/macOS                                                                                             | Linux                                                                                                  |
| ------------------------- | --- | --- | --- |
| OS version                | Windows 10/8/7 (32- o 64-bit)                                                                          | Mac OS X 10.9.5 o superior, hasta 10.11.6 (El Capitán) o 10.12.3 (Sierra)                              | GNOME o KDE desktop                                                                                    |
| RAM                       | 4 GB RAM mínimo, 8 GB RAM recomendado más 1 GB adicional para el emulador de Android                   | 4 GB RAM mínimo, 8 GB RAM recomendado más 1 GB adicional para el emulador de Android                   | 4 GB RAM mínimo, 8 GB RAM recomendado más 1 GB adicional para el emulador de Android                   |
| Espacio de almacenamiento | 500 MB para Android Studio, al menos 1.5 GB para Android SDK, imágenes de sistema de emulador y cachés | 500 MB para Android Studio, al menos 1.5 GB para Android SDK, imágenes de sistema de emulador y cachés | 500 MB para Android Studio, al menos 1.5 GB para Android SDK, imágenes de sistema de emulador y cachés |
| Java version              | Java Development Kit (JDK) 8                                                                           | Java Development Kit (JDK) 8                                                                           | Java Development Kit (JDK) 8                                                                           |
| Resolución de pantalla    | 1280x800 mínimo, 1440x900 recomendado                                                                  | 1280x800 mínimo, 1440x900 recomendado                                                                  | 1280x800 mínimo, 1440x900 recomendado                                                                  |

Para GNU/Linux:
- GNU Library C 2.11 o superior

#### Versión 1.x
|                             | Windows                                                                       | OS X/macOS                                                                               | Linux                                                                         |
| --------------------------- | ----------------------------------------------------------------------------- | ---------------------------------------------------------------------------------------- | ----------------------------------------------------------------------------- |
| OS version                  | Microsoft Windows 10/8.1/8/7/Vista/2003/XP (32 o 64 bit)                      | Mac OS X 10.8.5 o superior, hasta 10.10 hasta 10.10.2 hasta 10.10.3 o 10.10.5 (Yosemite) | GNOME o KDE o Unity desktop en Ubuntu o Fedora o GNU / Linux Debian           |
| RAM                         | 2 GB RAM mínimo, 4 GB RAM recomendado                                         | 2 GB RAM mínimo, 4 GB RAM recomendado                                                    | 2 GB RAM mínimo, 4 GB RAM recomendado                                         |
| Espacio de almacenamiento   | 500 MB para Android Studio                                                    | 500 MB para Android Studio                                                               | 500 MB para Android Studio                                                    |
| Espacio para SDK de Android | Por lo menos 1 GB para Android SDK, imágenes del sistema de emulador y cachés | Por lo menos 1 GB para Android SDK, imágenes del sistema de emulador y cachés            | Por lo menos 1 GB para Android SDK, imágenes del sistema de emulador y cachés |
| JDK version                 | Java Development Kit (JDK) 7 o superior                                       | Java Development Kit (JDK) 7 o superior                                                  | Java Development Kit (JDK) 7 o superior                                       |
| Resolución de pantalla      | 1280x800 mínimo                                                               | 1280x800 mínimo                                                                          | 1280x800 mínimo                                                               |

El emulador de Android tiene requisitos adicionales más allá de los requisitos básicos del sistema para Android Studio, que se describen a continuación:
- SDK Tools 26.1.1 o superior;
- Procesador de 64 bits;
- Windows: CPU con soporte UG (invitado sin restricciones);
- HAXM 6.2.1 o posterior (se recomienda HAXM 7.2.0 o posterior).

El uso de la aceleración de hardware tiene requisitos adicionales en Windows y Linux:
- Procesador Intel en Windows o Linux: procesador Intel compatible con Intel VT-x, Intel EM64T (Intel 64) y la funcionalidad de Execute Disable (XD) Bit;
- Procesador AMD en Linux: procesador AMD con soporte para AMD Virtualization (AMD-V) y  Supplemental Streaming SIMD Extension 3 (SSSE3);
- Procesador AMD en Windows: Android Studio 3.2 o superior y Windows 10 de abril de 2018 o superior para la funcionalidad Windows Hypervisor Platform (WHPX).

Para trabajar con Android 8.1 (API nivel 27) e imágenes de sistema superiores, una cámara web conectada debe tener la capacidad de capturar fotogramas de 720p.

## Comparación con Eclipse ADT
| Característica                                         | Android Studio | Eclipse ADT | Eclipse y más    |
| ------------------------------------------------------ | -------------- | ----------- | ---------------- |
| Sistema de compilado                                   | Gradle         | Apache Ant  | Gradle/Maven/Ant |
| Dependencias de compilado basadas en Maven             | Sí             | Sí          | Sí               |
| Variantes de compilación y generación múltiple de APKs | Sí             | Sí          | Sí               |
| Avanzado Afinado del código y refactorizado de Android | Sí             | Sí          | Sí               |
| Editor de Diseño                                       | Sí             | Sí          | Sí               |
| Firmado de APKs y manejo de Keystore                   | Sí             | Sí          | Sí               |
| Soporte NDK                                            | Sí             | Sí          | Sí               |

## Historial de versiones
| Versión                 | Fecha de lanzamiento |
| ----------------------- | -------------------- |
| Koala (2024.1.1)        | Junio de 2024        |
| Jellyfish (2023.3.1)    | Abril de 2024        |
| Iguana (2023.2.1)       | Febrero de 2024      |
| Hedgehog (2023.1.1)     | Noviembre de 2023    |
| Giraffe (2022.3.1)      | Julio de 2023        |
| Flamingo (2022.2.1)     | Abril de 2023        |
| Electric Eel (2022.1.1) | Enero de 2023        |
| Dolphin (2021.3.1)      | Septiembre de 2022   |
| Chipmunk (2021.2.1)     | Mayo de 2022         |
| Bumblebee (2021.1.1)    | Enero de 2022        |
| Arctic Fox (2020.3.1)   | Julio de 2021        |
| 4.2                     | Abril de 2021        |
| 4.1.1                   | Noviembre de 2020    |
| 4.1                     | Octubre de 2020      |
| 4.0                     | Mayo de 2020         |
| 3.6                     | Febrero de 2020      |
| 3.5                     | Agosto de 2019       |
| 3.4                     | Abril de 2019        |
| 3.3                     | Enero de 2019        |
| 3.2                     | Septiembre de 2018   |
| 3.1                     | Marzo de 2018        |
| 3.0                     | Octubre de 2017      |
| 2.3.3                   | Junio de 2017        |
| 2.3.2                   | Abril de 2017        |
| 2.3.1                   | Abril de 2017        |
| 2.3.0                   | Marzo de 2017        |
| 2.2.3                   | Diciembre de 2016    |
| 2.2.2                   | Octubre de 2016      |
| 2.2.1                   | Octubre de 2016      |
| 2.2.0                   | Septiembre de 2016   |
| 2.1.3                   | Agosto de 2016       |
| 2.1.2                   | Junio de 2016        |
| 2.1.1                   | Mayo de 2016         |
| 2.1.0                   | Abril de 2016        |
| 2.0.0                   | Abril de 2016        |
| 1.5.1                   | Diciembre de 2015    |
| 1.5.0                   | Noviembre de 2015    |
| 1.4.1                   | Octubre de 2015      |
| 1.4.0                   | Septiembre de 2015   |
| 1.3.2                   | Agosto de 2015       |
| 1.3.1                   | Agosto de 2015       |
| 1.3.0                   | Julio de 2015        |
| 1.2.2                   | Junio de 2015        |
| 1.2.1                   | Mayo de 2015         |
| 1.2.0                   | Abril de 2015        |
| 1.1.0                   | Febrero de 2015      |
| 1.0.1                   | Diciembre de 2014    |
| 1.0                     | Diciembre de 2014    |
| 0.8.14                  | Octubre de 2014      |
| 0.8.6                   | Agosto de 2014       |
| 0.8.0                   | Junio de 2014        |
| 0.5.2                   | Mayo de 2014         |
| 0.4.6                   | Marzo de 2014        |
| 0.4.2                   | Enero de 2014        |
| 0.3.2                   | Octubre de 2013      |
| 0.2.x                   | Julio de 2013        |
| 0.1.x                   | Mayo de 2013         |